# Bagre (plaats)
Bagre is een gemeente in de Braziliaanse deelstaat Pará. De gemeente telt 20.386 inwoners (schatting 2009).

## Aangrenzende gemeenten
De gemeente grenst aan Baião, Oeiras do Pará en Portel.
Aan de andere oever van de rivier de Pará grenst de gemeente aan het eiland Marajó met de gemeente Breves en Curralinho. En via de baai Baía das Bocas met de gemeente Melgaço.